# 1941 у Тернопільській області
| Роки в Тернопільській області 1920 • 1921 • 1922 • 1923 • 1924 • 1925 • 1926 • 1927 • 1928 • 1929 • 1930 • 1931 • 1932 • 1933 • 1934 • 1935 • 1936 • 1937 • 1938 • 1939 • 1940 • 1941 • 1942 • 1943 • 1944 • 1945 • 1946 • 1947 • 1948 • 1949 • 1950 • 1951 • 1952 • 1953 • 1954 • 1955 • 1956 • 1957 • 1958 • 1959 • 1960 • 1961 • 1962 • 1963 • 1964 • 1965 • 1966 • 1967 • 1968 • 1969 • 1970 • 1971 • 1972 • 1973 • 1974 • 1975 • 1976 • 1977 • 1978 • 1979 • 1980 • 1981 • 1982 • 1983 • 1984 • 1985 • 1986 • 1987 • 1988 • 1989 • 1990 • 1991 • 1992 • 1993 • 1994 • 1995 • 1996 • 1997 • 1998 • 1999 • → Див. також: XIX століття • XXI століття |

## Річниці

### Річниці від дня народження
- 21 січня — 60 років від дня народження українського поета, перекладача, журналіста, фейлетоніста, театрально-музичного критика, актора, режисера, громадського діяча Степана Чарнецького (1881—1944).

## Події
- січень — перша сесія обласної ради депутатів трудящих[1].
- липень — область окупували німецькі війська

## Особи

### Народилися
- ? — український науковець, народний депутат України 2 скликання Петро Швидкий
- 1 січня — український науковець, заслужений діяч науки і техніки України Михайло Брик, нар. у Юстинівці на Підгаєччині, пом. 2006 у Києві
- 2 січня — українська поетеса, дитяча письменниця, перекладачка, редакторка Оксана Сенатович, нар. у Бережанах, пом. 1997 у Львові
- 4 січня — український громадсько-політичний діяч, освітянин Віталій-Роман Сидяга, нар. у Великих Бірках
- 24 січня — український письменник, перекладач, науковець Юрій Покальчук, нар. у Кременці, пом. 2008 у Києві
- 30 січня — український поет, прозаїк і драматург Василь Фольварочний, нар. у Нападівці на Лановеччині
- 13 березня — український письменник, поет, сценарист, літературознавець, літературний критик, художник Григорій Штонь, нар. у Вербовці на Лановеччині
- 26 березня — український історик, краєзнавець, педагог Василь Ханас, нар. у Дубівцях поблизу Тернополя
- 7 травня — український педагог, фольклорист, краєзнавець, громадський діяч, самодіяльний композитор, художник Василь Подуфалий, нар. у Жукові на Бережанщині, пом. 2000, там само
- 3 червня — український спортсмен (вільна боротьба), майстер спорту СРСР, Чемпіон України Володимир Баришев, нар. у Чорткові
- 16 червня — український лісівник Іван Калуцький, нар. у Гермаківці на Борщівщині
- 19 червня — український вчений-гідробіолог Орест Арсан, нар. у Ласківцях на Теребовлянщині
- 18 липня — українська селянка та радянський громадський діяч, депутат Верховної Ради УРСР 8-11-го скликань, нар. у Лисівцях на заліщанщині
- 5 серпня — український господарник, організатор книговидавничої справи та місцевої преси Богдан Ничик, нар. у Надрічному на Теребовлянщині
- 10 серпня — український письменник, державний і громадський діяч, дипломат Роман Лубківський, нар. в Острівці на Теребовлянщині
- 21 серпня — український хірург, науковець, літератор, громадський діяч Орест Березовський, нар. у Грабовці поблизу Тернополя
- 20 вересня — український вчений у галузі нафтогазової промисловості, господарник, громадський діяч Леонід Середницький, нар. у Вербовці на Лановеччині
- 28 вересня — українська театральна акторка, театральний критик Євгенія Пінчук-Серебрякова, нар. у Москалівці на Лановеччині
- 21 листопада — український педагог, музикант, хоровий диригент, заслужений працівник культури України Остап Гайдукевич, нар. у Волощині на Бережанщині
- 3 грудня — український краєзнавець, журналіст, літературознавець, громадсько-політичний діяч Михайло Ониськів, нар. у Ласківцях на Теребовлянщині